# Pinturas murales de la Capilla Herrera
Las Pinturas murales de la capilla Herrera son un conjunto de 16 pinturas murales que decoraron la iglesia de San Giacomo degli Spagnuoli de Roma, sita en la Plaza Navona. Actualmente el templo es conocido como Iglesia de Nostra Signora del Sacro Cuore. 
Los frescos fueron arrancados de las paredes y se traspasaron a lienzo cuando esta iglesia dejó de gozar de patrocinio español a mediados del siglo XIX, y terminaron repartidas entre Madrid y Barcelona. El grupo de siete pinturas de Madrid se conserva en el Museo del Prado, y las nueve de Barcelona se incorporaron al fondo del MNAC en 1902 como Depósito de la Real Academia Catalana de Bellas Artes de San Jorge para ingresar en la colección en 1906.

## Historia
En 1602, el noble español Juan Enríquez de Herrera (h. 1539-1610) dedicó una capilla de la iglesia de Santiago de los Españoles de Roma al santo franciscano Diego de Alcalá. La decoración mural, con escenas de la vida del santo, fue encomendada al gran pintor boloñés Annibale Carracci. En el año 1604 este maestro inició el diseño de todos los cartones preparatorios, pero enfermó cuando dirigía personalmente los trabajos «in situ». El trabajo fue acabado por sus colaboradores, entre los que estaban Giovanni Lanfranco, Sisto Badalocchio y Francesco Albani. Las pinturas de la capilla Herrera se pasaron a lienzo a instancias del escultor Antonio Solá, a costa de Fernando VII, y llegaron a España en 1851.
En 2022, tras una laboriosa restauración, los siete frescos del Prado (habitualmente almacenados) se reunieron en una exposición temporal con los del MNAC de Barcelona y con una pintura de altar conservada en Roma. Esta muestra pudo verse en el Prado, en el museo barcelonés y en el Palacio Barberini de Roma.

## Descripción
Se trata de un conjunto formado por 16 piezas, de las cuales 9 se encuentran en MNAC y las otras 7 en el Museo del Prado de Madrid.
| #  | Imagen | Título                                          | Autores                                        | Museo           | Referencia |
| -- | ------ | ----------------------------------------------- | ---------------------------------------------- | --------------- | ---------- |
| 1  |        | Apóstoles alrededor del Sepulcro vacío          | Carracci y Francesco Albani                    | MNAC            | [ 5 ]      |
| 2  |        | Milagro de las rosas                            | Carracci, Francesco Albani y Domenico Zampieri | MNAC            | [ 6 ]      |
| 3  |        | Asunción de la Virgen                           | Carracci y Albani                              | MNAC            | [ 7 ]      |
| 4  |        | Padre Eterno                                    | Carracci y Albani                              | MNAC            | [ 8 ]      |
| 5  |        | Curación de un joven ciego                      | Carracci y Albani                              | MNAC            | [ 9 ]      |
| 6  |        | San Pablo                                       | Carracci y Albani                              | MNAC            | [ 10 ]     |
| 7  |        | San Pedro                                       | Carracci y Albani                              | MNAC            | [ 11 ]     |
| 8  |        | Predicación de san Diego                        | Carracci y Sisto Badalocchio                   | MNAC            | [ 12 ]     |
| 9  |        | Aparición de san Diego encima de su sepulcro    | Carraci y Sisto Badalocchio                    | MNAC            | [ 13 ]     |
| 10 |        | Apoteosis de san Francisco                      |                                                | Museo del Prado | [ 14 ]     |
| 11 |        | Apoteosis de Santiago el mayor                  |                                                | Museo del Prado | [ 15 ]     |
| 12 |        | Apoteosis de san Lorenzo                        |                                                | Museo del Prado | [ 16 ]     |
| 13 |        | San Diego recibe limosna                        |                                                | Museo del Prado | [ 17 ]     |
| 14 |        | San Diego recibe el hábito franciscano          |                                                | Museo del Prado | [ 18 ]     |
| 15 |        | La Refacción milagrosa                          |                                                | Museo del Prado | [ 19 ]     |
| 16 |        | San Diego salva al muchacho dormido en el horno |                                                | Museo del Prado | [ 20 ]     |

## La Iglesia

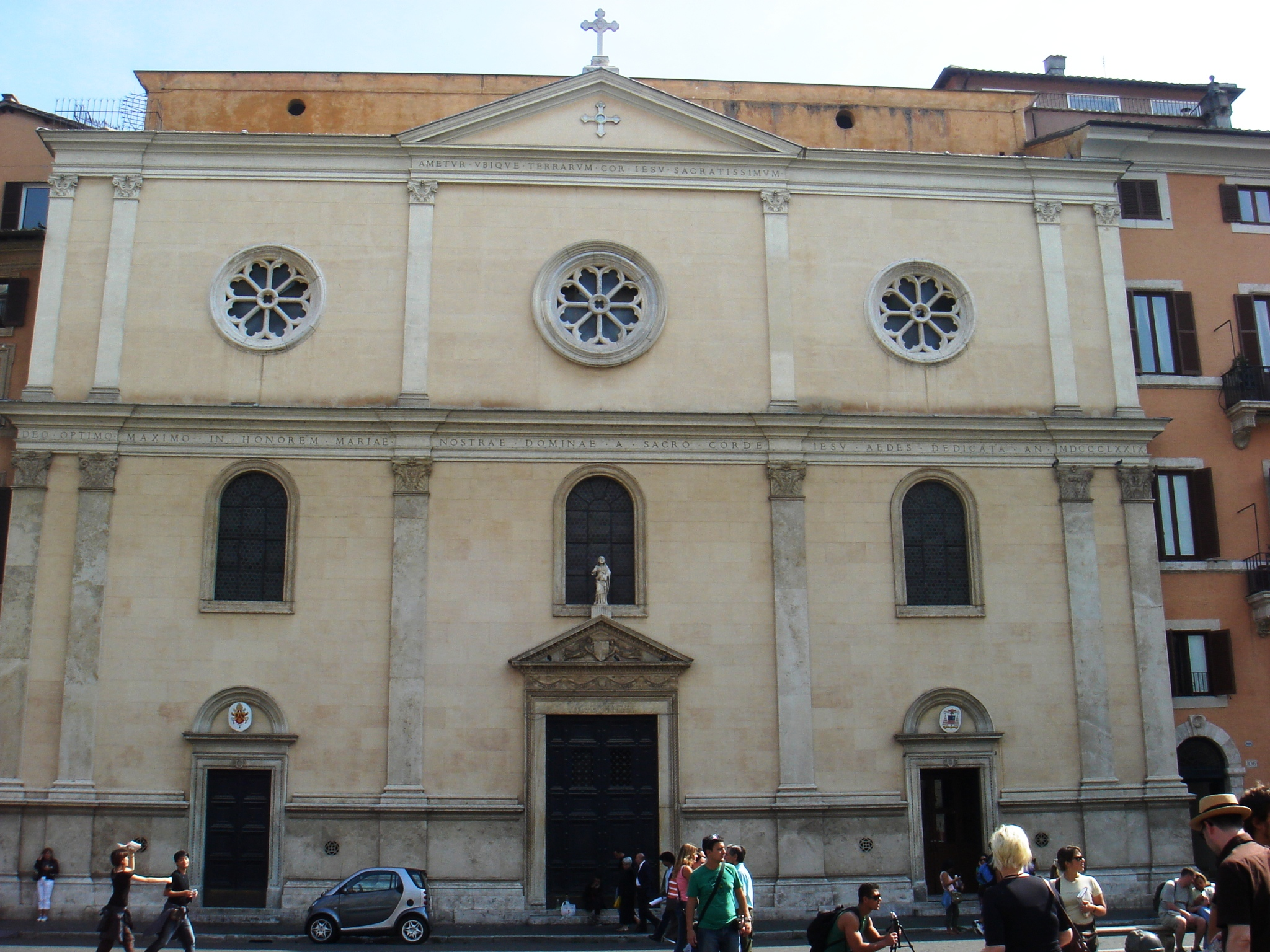
Aspecto actual de la iglesia.

Nuestra Señora del Sagrado Corazón, originalmente iglesia de Santiago de los Españoles, es una iglesia de Roma, situada en la céntrica Plaza Navona. La iglesia muestra un interior visiblemente reciente, pero tiene una historia muy antigua.
El primer edificio fue construido en siglo XIII por voluntad del infante Enrique de Castilla «el Senador», hijo de Fernando III el Santo, rey de Castilla y León, en el lugar donde había estado emplazado el antiguo Estadio de Domiciano, (lugar sagrado para la tradición cristiana en memoria de los mártires que allí fueron asesinados), bajo la advocación de Santiago, patrón de la Reconquista en Castilla, tomando el nombre de «San Giacomo degli Spagnuoli».